# Veikko Väänänen
Veikko Ilmari Väänänen (Mikkeli, 28 de novembre de 1905 - Hèlsinki, 1 de juny de 1997) fou un llatinista i romanista finès.

## Vida
Veikko Väänänen va estudiar filologia a la Universitat de Hèlsinki. El 1937 va defensar la seva tesi de doctorat Le latin vulgaire des inscriptions pompéiennes. Aquest treball, reeditat i amb ampliacions, ha esdevingut una obra de referència clàssica en els estudis de llatí vulgar.

El 1938 Väänänen va ser nomenat professor de Filologia Clàssica a la Universitat de Hèlsinki i després, 1951, passà a ser professor de Filologia Romànica fins a la seva jubilació el 1971. Després de la jubilació continuà prenent part molt activa en els congressos tant de llatinistes com de romanistes. 

Durant dos períodes (1959-1962 i 1968-1969) fou director de l'Institut Finès de Roma (Institutum Romanum Finlandiae), cosa que li va permetre renovar la recerca sobre les inscripcions in situ i publicar dos llibres més amb els resultats de la recerca.

A més de nombrosos articles sobre el llatí vulgar, el protoromànic i temes diversos de sintaxi i protohistòria de les llengües romàniques, també publicà estudis sobre Gautier de Coinci.

Fou professor visitant de les Universitats de Louisiana i d'Estrasburg. Les universitats de Tolosa i de Bucarest li van atorgar el títol de doctor honoris causa. Des de 1974 fou membre corresponent de la Secció Filològica de l'Institut d'Estudis Catalans.

## Obra
A més de la ja esmentada Le latin vulgaire des inscriptions pompéiennes, la seva Introduction au latin vulgaire ha estat durant molt de temps el manual clàssic de llatí vulgar, i traduïda a diverses llengües. Recollim només publicacions en forma de llibre i no les nombroses en forma d'article.

### Sobre llatí vulgar i temes afins
- "Il est venu comme ambassadeur", "il agit en soldat": en locutions analogues en latin, français, italien et espagnol: essai de syntaxe historique et comparée, Hèlsinki: Suomalaisen Tiedeakatemian Toimituksia, 1951
- Introduction au latin vulgaire, París: Klincksieck, 1963 (amb nombroses reedicions i traducció a l'italià i l'espanyol: Introducción al latín vulgar, Madrid: Gredos, 2003; conté també una antologia de textos)
- Étude sur le texte et la langue des tablettes Albertini, 1965
- Graffiti del Palatino, raccolti ed editi sotto la direzione di Veikko Väänänen, 1966
- Le latin vulgaire des inscriptions pompéiennes, Berlin: Akademie, 1966 (3a edició) [aquest treball constituí la tesi doctoral el 1937]
- Recherches et récréations latino-romanes, Nàpols: Bibliopolis, 1981 (recull d'articles, amb una bibliografia de l'autor: p. 449-458)
- Le iscrizioni della necropoli dell'Autoparco vaticano, edite sotto la direzione di Veikko Väänänen; edizione e commenti a cura di Paavo Castrén, Anne Helttula, Ritva Pahtakari, Reijo Pitkäranta, Margareta Steinby, Veikko Väänänen e Vesa Väätäjä. Roma: Instituto Romano Finlandiae, 1973
- Le Journal-épître d'Égérie, Itinerarium Egeriae: étude linguistique, Hèlsinki: Suomalainen Tiedeakatemia, 1987

### Sobre textos literaris del francès antic
- Glosses marginales des Miracles de Gautier de Coinci, Hèlsinki: Annales Academiae Scientiarum Finnicae, 1945
- (Editor) Du segretain moine. Fabliau anonyme du XIIIe siècle. Edition critique d'après tous les manuscrits connus, Hèlsinki: Annales Academiae Scientiarum Finnicae, 1949.
- (Editor) “D'une fame de Laon qui estoit jugié a ardoir que Nostre Dame delivra”: Miracle versifie par Gautier de Coinci. Hèlsinki: Société de Littérature Finnoise, 1951